# راستنفلد
راستنفلد (به آلمانی: Rastenfeld) یک منطقهٔ مسکونی در اتریش است که در ناحیه کرمس-لاند واقع شده‌است. راستنفلد ۱٬۳۶۷ نفر جمعیت دارد.

## خواهرخوانده
شهر راستن‌برگ خواهرخواندهٔ راستنفلد هست.